# Tesaurus dels Beocis
El Tesaurus dels Beocis era un antic tesaurus de Delfos (Grècia). Les ruïnes se'n troben al jaciment arqueològic de Delfos, declarat Patrimoni de la Humanitat per la UNESCO.
El tesaurus fou construït en l'època arcaica l'any 500 abans de la nostra era, o a tot estirar abans del 480 ae. El van edificar les polis (ciutats estat) beòcies, sobretot Tebes. També hi havia, però, un Tesaurus dels Tebans independent al Temple d'Apol·lo.

## Descripció

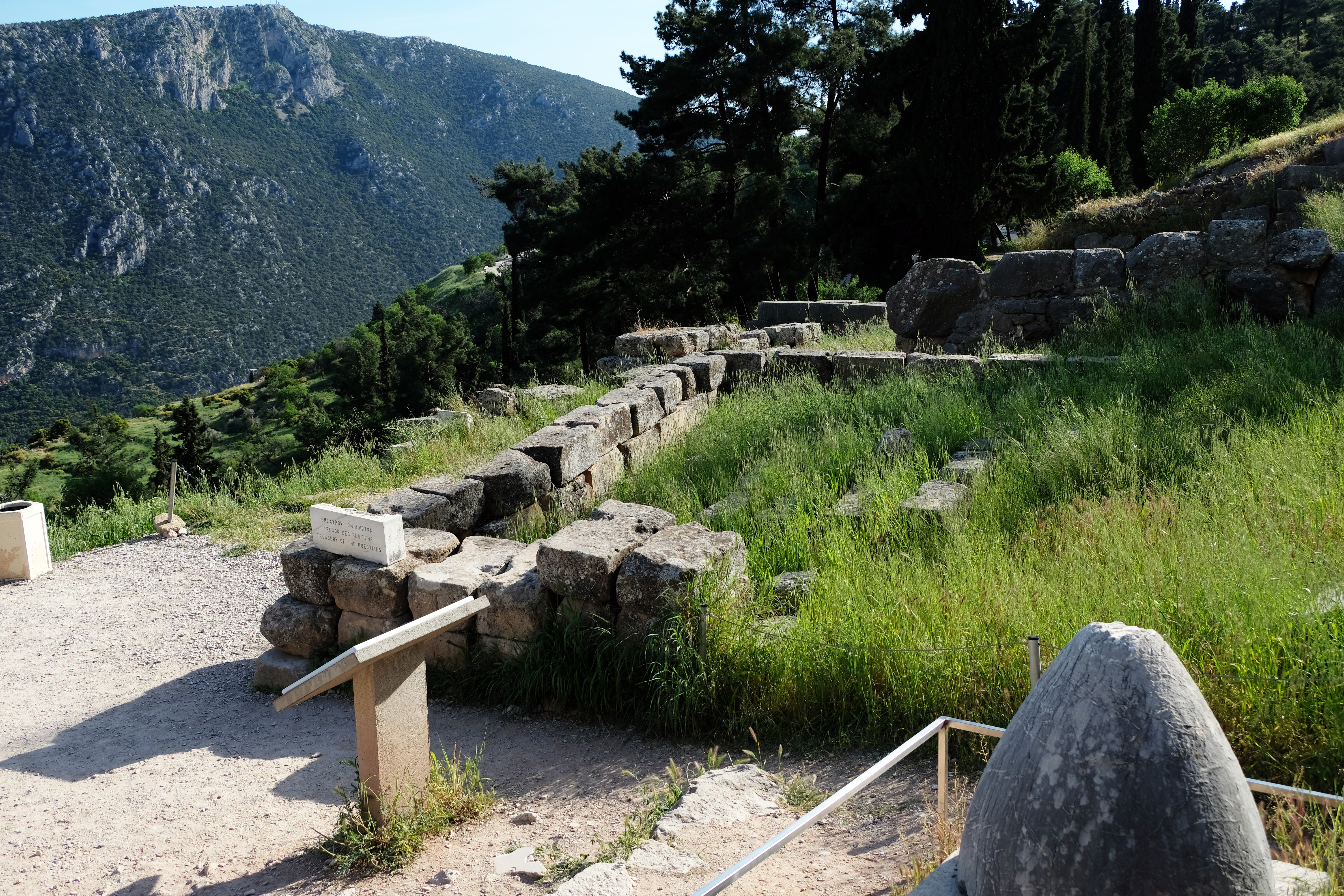
Ruïnes del tesaurus

La cambra del tesaurus es troba a la part sud-occidental del Temple d'Apol·lo. Al costat sud-occidental del punt en el qual la Via Sagrada gira cap al nord-est es troben els fonaments d'un tesaurus que s'identifica com el dedicat pels beocis. El tesaurus era un petit edifici de temple dòric amb una naos i un pronaos, sense columnes a la façana. La cel·la s'orientava al nord-est, cap a la Via Sagrada. Els fonaments de l'edifici feien uns 6 × 5 m.(1)
Pausànias no esmenta pas aquest edifici en particular, per això és possible que estigués destruït en la seua època.(4)